# 杭特·倫弗洛
達斯汀·杭特·倫弗洛（英語：Dustin Hunter Renfroe，1992年1月28日—），為美國職棒大聯盟的外野手，目前為自由球員。他先前曾效力過教士、光芒、紅襪、天使、紅人與皇家等隊。
2013年美國職棒大聯盟選秀，聖地牙哥教士在首輪13順位選進倫弗洛。他在2016年登上大聯盟，2020年轉隊到光芒，隔年加入紅襪。

## 職業生涯

### 聖地牙哥教士
在進入選秀前，各界對於倫弗洛的評價相當高。因此教士隊在首輪13順位就將倫弗洛挑走。
2014年，倫弗洛從高階1A出發，並在季中升上2A，還入選全明星未來之星賽。2015年8月，倫弗洛登上3A。並在隔年受邀參加大聯盟春訓。
2016年，倫弗洛從3A開季。而他在3A拿下年度MVP，並幫助球隊打進聯盟總冠軍賽。最終他在9月21日登上大聯盟，整季他出賽11場比賽，打擊率為3成71。
2017年，他成功入選球隊開幕戰先發名單內。8月19日，他因為上壘率過低的問題而被下放3A調整。最後他在3A球隊結束後回到大聯盟。整季他的打擊率為2成31，並敲出26轟。2018年，倫弗洛主要面對左投時才會上場，後來因為威爾·邁爾斯受傷而獲得大量上場時間。該年他再度敲出26轟，成為球隊全壘打王。

### 坦帕灣光芒
2019年12月6日，教士將倫弗洛、賽維爾·愛德華茲和一名日後指定球員交易到光芒，換來湯米·范姆和傑克·克羅倫沃斯。他在2020年球季的打擊率僅1成56，並敲出8轟與22分打點。11月20日，他遭到球隊指定讓渡，並在25日成為自由球員。

### 波士頓紅襪
2020年12月14日，他和紅襪隊簽下1年310萬美元的合約，並成為球隊的先發外野手。他在8月13日敲出單季第20轟，8月26日，他因為父親去世而向球隊告假。整季他的打擊率為2成59，並敲出31轟與96分打點。季後賽方面，他出賽11場比賽，並敲出7支安打。

### 密爾瓦基釀酒人
2021年12月4日，紅襪將倫弗洛交易到釀酒人，換來小傑基·布萊德利、David Hamilton和Alex Binelas。

## 個人生活
倫弗洛目前已婚，並定居在家鄉水晶泉。

## 外部連結
- 球員資訊和成績在MLB ，ESPN ，Retrosheet ，Baseball Reference ，Baseball Reference (Minors) ，Fangraphs ，The Baseball Cube （英文）
- 杭特·倫弗洛的X（前Twitter）